# 잭 클레먼츠
존 J. 클레먼츠(John J. Clements, 1864년 7월 24일~1941년 5월 23일)는 미국의 프로 야구 선수이자 감독으로, 메이저 리그 베이스볼(MLB)에서 17시즌 동안 포수로 뛰었다. 왼손을 사용하는 포수라는 단점에도 불구하고 포수로 1,073경기를 출장했는데 이는 메이저 리그 역사상 왼손 포수 중 가장 많은 기록이며, 주전으로 뛴 최후의 왼손잡이 포수이기도 하다. 또한 가슴받이를 최초로 사용한 포수로 알려져 있다.